# Forgotten Realms: Demon Stone
Forgotten Realms: Demon Stone es un videojuego que fue lanzado en el 2004 para PlayStation 2, Xbox y PC. El juego toma lugar en Forgotten Realms, la historia del juego fue escrita por R.A. Salvatore y cuenta con las voces de Patrick Stewart como Khelben "Blackstaff" Arunsun y Michael Clarke Duncan como Ygorl.
El héroe de muchas de las novelas de Salvatore, Drizzt Do'Urden, hace una aparición en el juego, es un personaje jugable durante una batalla.
Demon Stone fue nominado para los premios de la Academia de Artes y Ciencias Interactivas y de la Academia Británica de Cine y Televisión (BAFTA).

## Historia
Tres héroes se encuentran al azar o, al parecer, a la entrada de una antigua mina en Damara. Sin conocerse, fueron atraídos a este lugar por una misteriosa fuerza. Ahora, emprenden una aventura que va más allá de cualquier cosa que hayan podido imaginar.
En su travesía a las profundidades de la recién abierta Gemspark Mine, encuentran una entrada curiosa e irresistible: una serie de puertas, cada una marcada con una runa única.
Cuando pasan por las puertas, una gran gema los separa de su frágil posición y cae a la puertas. Se liberan dos espíritus: uno de un general githyanki y uno de un señor slaad. Los espíritus se recuperan y proceden a iniciar una pelea que se interrumpió cuando quedaron atrapados hace mucho tiempo.
El general githyanki esgrime una espada plateada y se acerca al portal del plano más cercano para traer de regreso a su ejército a la batalla. El otro, un espíritu más malévolo invoca a más de su tipo . Sin embargo, la aventura acaba de comenzar, ya que nuestros héroes han desatado una ola de caos en los Reinos. 
Así empieza la persecución.

### Acontecimientos
El juego comienza con la llegada de Rannek a batalla entre dos fuerzas orco, al verse obligado a salvar a los elfos capturados, al mismo tiempo que evita los ataques de un dragón rojo, Caminus, y tanto las fuerzas de orcos. Con el tiempo se encuentra con una mujer drow, que se libera de su jaula por el robo de dos hojas de un orco cerca. Ella huye hacia las sombras, utilizando el sigilo y la habilidad para matar a sus enemigos en secreto, hasta que ella también se encuentra con Rannek el cual la salva después de echarla a un lado para evitar que fuese golpeado por arqueros orcos. Esto es cuando Illius, el mago, llega después de haber sido atraído a la zona a través de un portal. Los tres son finalmente forzados a entrar a la mina Gemspark para huir de los ataques del dragón rojo.
En el interior se encuentran con numerosos desafíos, entre ellos más orcos y al "rey", un orco más poderoso, que obliga a los tres a trabajar juntos para derrotarlo. Es sabido que Rannek es un guerrero auto-exiliado que no pudo proteger a su pueblo de la invasión de los troles, y también se sabe que Zhai es mitad-drow, aunque su otra mitad aún no se ha revelado. Sin quererlo, los tres liberan a Ygorl y a Cireka de su encarcelamiento en la Demon Stone, y al mismo tiempo que ellos y Cireka huyen, Ygorl se desvanece junto con sus secuaces slaad. Una vez fuera, Zhai toma nota de que están cerca de Cedarleaf, un pueblo elfo, van hacia allá para garantizar que estén seguros, y su sorpresa es encontrar Cireka allí, convocando a sus subordinados githyanki a través de un portal. Mientras que los tres distraen a Cireka mantando a sus seguidores, Ygorl y su ejército slaad llegar a tomar la espada de plata de Gith de Cireka, la cual Ygorl ve como un poderoso artefacto. El choque de dos ejércitos, muestra a nuestros tres héroes en la lucha ayudando a los elfos a huir. Finalmente, Cireka huye, y Ygorl destruye la aldea, pero no antes de matar a una cantidad significativa de los elfos, los tres escapan de la ciudad. Zhai revela que su otra mitad es elfo oscuro, y que sus padres estaban en el pueblo. Illius sugiere que visite a su mentor, Khelben.
Los tres en efecto, van a ver al mentor de Illius, Khelben Blackstaff, que les dice que deben adquirir un Demon Stone que esta en poder de los Yuan-ti, que residen en Khult. Él les advierte de que el yuan-ti lo utilizan para 'rituales indecible ", pero se ve obligado a dejar de advertirles más. Ygorl llega ese momento para vengarse de Khelben, sentado a horcajadas sobre el poderoso dragón rojo que se encuentra en el sitio de la primera batalla. Los tres se ven obligados a luchar su camino hacia la torre de Khelben, la lucha contra osgos manipulados para atacar la torre Ygorl, a pesar de numerosas defensas del castillo les ayuda en el camino. Los tres huyen a través del portal, Khelben después de derrotar al jefe slaad, Ygorl huye de la torre antes de destruirlo, lo que hace creer a los héroes que Khelben ha sido derrotado. Los tres que deben determinar la cabeza a los Khult, hay que recuperar la Demon Stone, su única esperanza de capturar Ygorl y Cireka una vez más, para detener la destrucción de Damara y Faerûn.
En Khult, Illius es inmediatamente incapacitado por algún tipo de criatura experimentales Yuan-ti, aunque Rannek y Zhai los derrotan. Juntos, viajan a donde Illius pueda sentirse bien, pero se encuentran con numerosas arañas y los experimentos en el camino, así como el yuan-ti. El trío se ven obligados a combatir a los Yuan-ti en el templo, frente a frente contra Mershualk del hambre eterna que es el dios yuan-ti. Tras derrotar a todos los que se oponen a ellos, el trío roba la demon stone y toman la decisión: van a Mithril Hall, para ver a Drizzt Do'Urden y poder encontrar a Cireka.
Mithril Hall está cerca de los héroes , donde se reúnen con el legendario drow, Drizzt Do'Urden, un drow conocido por renunciar a las formas crueles y viciosas de su pueblo. Sólo momentos después de llegar a Mithril, la gran ciudad está bajo ataque de una tribu de troles, que Rannek identifica como el clan que atacó Nesme. Tras matar a los troles, con la ayuda de la defensa de los enanos, lograron matar al rey del clan. Drizzt les informa que si bien él no puede viajar con ellos, y que pueden encontrar a Cireka en un portal abandonado en la Infraoscuridad, donde Cireka se sentía como en casa. Dándole las gracias, los tres comienzan su nuevo viaje.
Los tres llegan a la ciudadela Infraoscuridad que les había dicho Drizzt, pero se encuentran en cambio, con una ciudad abandonada, pero llena de guerreros y magos githyanki. Luchan contra ellos camino hacia el portal, el trío se ve obligado a destruir un escudo de protección Cireka, pero se detuvo momentáneamente por la llegada de Ygorl y sus secuaces slaad. Con los dos villanos luchando entre sí, y sus fuerzas de choque a su alrededor, Illius los intentos de utilizar la piedra del demonio para captar tanto Ygorl y Cireka una vez más, mientras que Rannek y Zhai tienen los otros enemigos a raya. Ygorl, sin embargo, detecta la presencia de la Demon Stone, y las fuerzas Cireka en un portal antes de desaparecer él mismo. El trío toma la decisión rápida a seguir, saltando a través del portal a un lugar desconocido.
Ellos se encuentran en la guarida del dragón rojo, Caminus, visto antes y controlado por Ygorl. Bajo las órdenes del Señor slaad está el dragón ataques Cireka, que los intentos de derrotar a usar su espada de plata Gith. Luchando contra slaad numerosas, el trío sigue Cireka como ella huye y lucha contra el Dragón, sólo para ver a su muerte prematura en las garras del Dragón. Tomando la espada de plata, toma nota de que el dragón Rannek teme que la espada, antes de que el trío sigue luchando contra slaad en un intento de llegar a un portal cercano. A su llegada, el dragón aparece una vez más, y la combinación de resultados variaron el trío de armas en las alas del Dragón está en ruinas, haciendo que se caiga en la lava. Como Illius los intentos de abrir el portal, sin embargo, el dragón se en la lava, y se produce una lucha dramática. Al final, Illius tiene el dragón en su lugar con un hechizo, mientras que Zhai fuerzas de la cabeza hacia el suelo con sus acrobacias, y Rannek finalmente mata al dragón con la espada de plata. Illius nota que Ygorl huye hacia las minas Gemspark , donde había cien años para aprovechar las gemas. Ellos descubren que la espada de plata puede matar a un Señor slaad.
Los héroes de regreso a la mina Gemspark. Aquí se enfrentan slaad más que nunca, que intentan detener el trío de llegar a su Señor. La derrota de la slaad, utilizan un portal para ir al Limbo, el Plano del Caos y participar en una pelea final con Ygorl. Es durante esta batalla que Ygorl revela que manípulo la vida de cada uno de los héroes: que obligó al padre de Illius a dar a Illius el hombro frío y lo que los rechazaran, también causó que todos tubieran miedo y desconfianza hacia Zhai, y que manípulo a los troles para que atacaran a Nesme, pero deja a Rannek vivo, todo en un intento por ganar la Espada de Plata, y conquistar Faerûn. Contó con los tres héroes finalmente matan a a Ygorl, después de esto regresan a Cedarleaf, que se está recuperando de los ataques. Los héroes son recibidos como tales, y desde el portal que Cireka trató de usar aparece Khelben Blackstaff, sano y salvo. Les trae gracias de Gareth Dragonsbane, el rey de Damara y es reinos vecinos, y también les informa que se han dado el mando de Vasa, una tierra salvaje y peligroso. Cuando aceptan, les da una advertencia final: la Espada de Gith es un venerado artefacto githyanki, y seguramente vendrán a tomar de nuevo ", a la que los héroes, simplemente respondió:" Que lo intenten ".

### Diario de Drizzt
Una de las características desbloqueables del juego es la Diario de Drizzt Do'Urden, citado de la siguiente manera: 

"Peligroso fuerzas están en el trabajo. El informe de los bardos que Khelben Blackstaff ha desaparecido, y que su torre se encuentra en ruinas. Y he recibido noticias de que Illius, su protegido y amigo de Argluna, está a cargo aquí con dos compañeros: un ser humano de Nesme y una hembra drow mitad. A pesar de mi preocupación por Khelben y el peligro de estas cuentas de predecir, no puede resistir un momento de placer al pensar que Illius viene a pedirme ayuda. Recuerdo el miedo en sus ojos la primera vez que nos conocimos. Bien colocado, lo admito, cuando se enfrentan por un drow. Porque yo no puedo negar que mi pueblo se ha ganado la reputación que da extraños pausa. En Menzoberranzan, la ciudad de mi nacimiento, muy por debajo de la superficie, la traición y el asesinato son formas de vida. No es de extrañar que los elfos dioses hace mucho tiempo desterrado los drow? Pero Illius aprendieron rápidamente que él no tiene por qué tener miedo. Pues aunque comparto la misma cuna y sangre como los drow, que no comparten sus creencias. Tampoco puedo servir a la Reina Araña, Lolth, cuyos principios de la esclavitud y la destrucción sin sentido van en contra de todo lo que apreciamos. De hecho, llegué a la superficie del mundo para escapar de eso, para encontrar una vida que vale la pena y espero que Lolth no le gusta mi trabajo aquí. Porque con mis amigos, Wulfgar, Catti-brie, Regis y Bruenor, sirvo el camino de la comunidad, la amistad y la paz - tres causas que icor hervir Lolth. Palabra también nos ha llegado de un Señor slaad de tremendo poder moverse a través del Oriente. Y escucho susurros del subsuelo de un temible general githyanki hacer su camino a una antigua fortaleza de su pueblo. De alguna manera estos acontecimientos están conectados, y sus resultados, sin duda, tiene efectos de largo alcance en toda la faz de Faerûn. En mi corazón, tengo la sensación de que los tres viajeros que se dirigían hacia mí son la clave. No puedo abandonar mis obligaciones en Mithril Hall, en esta hora incierta. Pero si los viajeros están buscando una manera de encontrar el githyanki, entonces tengo que ayudarles."

## Requerimientos Mínimos
- OS:Windows® 2000/XP
- CPU:Intel Pentium® III 1 GHz, AMD Athlon™ 1 GHZ
- RAM:256 MB
- Video:T&L compatible Geforce 3+
- VideoRAM:64 MB
- Sound:DirectX 9.0c compatible
- DirectX:DirectX 9.0c

## Jugabilidad
Hay muchos movimientos de lucha, y los jugadores deben utilizar las habilidades de cada personaje para jugar el juego con eficacia. Rannek utiliza una espada y rompe las cosas con sus guantes. Illius peleas con un bastón y usa la magia (el juego de ataque a distancia más poderosos y los otros dos puede lanzar cuchillos (Zhai) o hachas (Rannek)). Zhai utiliza dos puñales y se vuelve invisible en las sombras-esto es útil para acercarse sigilosamente a los enemigos y matarlos. Los jefes dominar a los personajes en uno-a-una lucha, pero pueden ser derrotados con el poder combinado de los tres héroes. Aunque gran parte del juego es hack-and-slash, hay varias tareas que requieren el uso de diversas técnicas.

## Similitudes con otros videojuegos
El equipo de desarrollo que creó Forgotten Realms: Demon Stone también hizo el videojuego del Señor de los Anillos. Hay un buen número de movimientos similares y la forma de combatir es casi la misma. Sin embargo, este juego permite el control de tres personajes diferentes, en lugar de un carácter en el Señor de los Anillos. Y que algunos de los juegos de El Señor de los Anillos ofrece modo cooperativo, Demon Stone es un jugador único.

## Personajes

### Principales

#### Rannek, el guerrero, con la voz deDan Riordan
A diferencia de la mayor parte de los viajeros, Rannek viajó a la tierra de Bloodstone de Damara en busca de anonimato. No había venido a pelear en Vaasa, sino para escapar de un pasado torturoso.
Varios meses después de establecerse, Rannek cometió un grave error. Mientras trabajaba como explorador en las afueras de Nesme, no pudo reconocer un ataque inminente de troles. Evaluó erróneamente al enemigo, quien pensaba que solo estaban excavando para buscar metales en la base de Galena Mountains.
El grupo de avance resultó ser una fuerza de invasión de troles acompañada de una unidad de orcos sedientos de combate. Los ciudadanos de Nesme, quienes no sospechaban nada, al no oír ninguna llamada de alarma, quedaron indefensos tras la violenta embestida. Aunque una contracarga de tipo duende con el tiempo devolvió Nesme a su pueblo, Rannek abandonó la región en desgracia.
Después de algún tiempo, el peleador derrotado se dirigió a Damara, atraído en esa dirección por una fuerza que no podía explicar. Con poco qué perder, siguió su camino.
Rannek se especaliza en el uso de armas reyerta, la espada y el puño.

#### Zhai, la pícara, con la voz deVanessa Marshall
Zhai es una de las más raras combinaciones de razas que se puedan encontrar en cualquier parte en los Reinos. Su madre era drow, un elfo oscuro de la ciudad subterránea de Menzoberranzan, mientras que si padre era un elfo de los bosques de Cedarleaf.
Zhai nunca se sintió a gusto crecioendo en el mundo de la superficie. Por lo general no era bienvenida, pues la gente no confía en alguien con aparencia de drow. Por tanto, en su primera oportunidad, se las arregla para neter su propio nombre en las Coldlands, esperando aliviar ese prejuicio, así como la ira que ardía en su interior.
Zhai es la más atlética del grupo. Con sus habilidades gimnásticas, puede derribar la mayoría de los obstáculos. 
También puede eviar ser detectada al ocultarse en las sombras naturales en el entorno.

#### Illius, el hechicero, con la voz deChristopher Nissley
Descendiente de un antiguo linake de caballeros conocidos como Silver Guard of Silverymoon, Illius fue desconocido por su familia por una simple razón: prefirió los hechizos que las artes marciales.

### Enemigos

#### Cireka, el general githyanki, con la voz deBJ Ward
Los githyanki son criaturas guerreras parecidos a los humanos, organizadas solo para la guerra. Cireka es uno de los muchos de esta cultura maligna y militarista dedicada a destruir cualquier fuerza contrincante de las planicies. Bladiendo la tradicional espada plateada de su clase, Cireka está atrapado en un conflicto interminable con Ygorl , el señor slaad. 

#### Ygorl el señor slaad, con la voz deMichael Clarke Duncan
Una criatura de caos, este slaad malino ha cobrado una forma humanoide y trata de destruir los Reinos. Tiene un comando de magia y puede invocar a seguidores de los slaad de los planos caóticos.

### Aliados

#### Drizzt Do'Urden , con la voz deRobin Atkin Downes
Drizzt Do'Urden es una legendaria figura en los Reinos.
Armado con sus dos [cimitarras],"Twinkle" y "Icingdeath", este enigmático elfo oscuro es reconocido por abandonar los crueles métodos de su pueblo y trabajar por el bien del mundo de la superficie en los Reinos.

#### Khelben "Varanegra" Arunsun , con la voz dePatrick Stewart
Llamado así por el personal mágico que maneja, Khelben Arunsun es un poderoso agente de la ley y el orden. Una figura imponente pero benévola, tal vez uno de los magos más poderosos de la región, ayuda a los aventureros y les ofrece sabiduría deribada de su extenso conocimiento de la historia y saber de los Reinos.